# Il Mondo
"Il Mondo" is een single van de Italiaanse zanger en acteur Jimmy Fontana. Het lied gaat over de liefde; haar liefde is het enige dat telt in zijn wereld (Il Mondo).
Jimmy Fontana, geboren 13 november 1934 te Camerino, overleden 11 september 2013, had in Nederland alleen succes met dit nummer. Andere singles bereikten de Nederlandse Top 40 niet. Het nummer stond slechts één week in die lijst. Ook in de Radio 2 Top 2000 stond het maar één keer genoteerd. B-kant was Allora Si. In Spanje werd het nummer op een 7”-ep uitgebracht; Il Mondo en Allora Si vormden de A-kant, Le Notte Che Son Partito en E Quanto Tempo Durera de B-Kant.
Jimmy Fontana is weinig bekend in Nederland; een andere medewerker aan het plaatje werd veel beroemder, dirigent van het orkest was Ennio Morricone.
Engelbert Humperdinck zong het later onder dezelfde titel in het Engels, Hervé Vilard deed datzelfde in het Frans.

## Hitnotering
| "Il Mondo" in de Nederlandse Top 40 - binnen 18-09-1965 | "Il Mondo" in de Nederlandse Top 40 - binnen 18-09-1965 | "Il Mondo" in de Nederlandse Top 40 - binnen 18-09-1965 |
| Week                                                    | 1                                                       |                                                         |
| ------------------------------------------------------- | ------------------------------------------------------- | ------------------------------------------------------- |
| Nummer                                                  | 37                                                      | uit                                                     |

### NPO Radio 2 Top 2000
Il Mondo stond alleen in 1999 in de NPO Radio 2 Top 2000, op plek 1998.